# Bagniak zdrojowy
Bagniak zdrojowy (Philonotis fontana (Hedw.) Brid.) – gatunek mchu należący do rodziny szmotłochowatych (Bartramiaceae). Występuje w Ameryce Północnej (Grenlandia, od Alaski po Meksyk), środkowej i zachodniej Europie, Azji oraz w środkowej i północnej Afryce.

## Ochrona
Roślina objęta jest w Polsce częściową ochroną gatunkową na podstawie Rozporządzenia Ministra Środowiska z dnia 9 października 2014 w sprawie ochrony gatunkowej roślin.